# الظهر (الرجم)

تعديل مصدري - تعديل

الظهر هي إحدى قرى عزلة بني البدي بمديرية الرجم التابعة لمحافظة المحويت، بلغ تعداد سكانها 239 نسمة حسب تعداد اليمن لعام 2004.